# Тетрапалладийцирконий
Тетрапалладийцирконий — бинарное неорганическое соединение
палладия и циркония
с формулой Pd4Zr,
кристаллы.

## Получение
- Сплавление стехиометрических количеств чистых веществ:

{\displaystyle {\mathsf {4Pd+Zr\ {\xrightarrow {1590^{o}C}}\ Pd_{4}Zr}}}

## Физические свойства
Тетрапалладийцирконий образует кристаллы нескольких модификаций:
- кубическая сингония, пространственная группа F m3m, параметры ячейки a = 0,3962 нм, Z = 1;
- тетрагональная сингония, параметры ячейки a = 0,3969 нм, c = 0,3913 нм, Z = 1[1][2][3][4][5][6][7].